# 풍배도

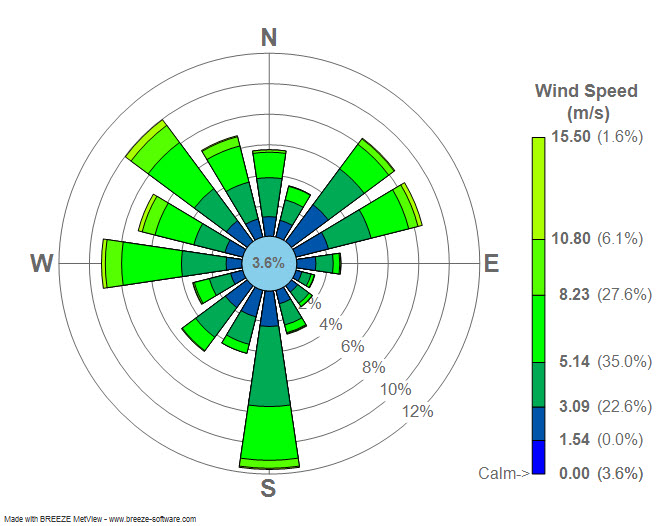
미국 뉴욕주 라과디아 공항의 풍배도.

풍배도(風配圖, 영어: wind rose)는 어느 지점의 어느 기간 동안 각 방위의 풍향 및 풍속의 빈도를 나타낸 그림이다.
어떤 땅의 바람의 경향을 알고 싶을 때, 단순히 몇 시간 마다의 풍향풍속 데이터만 봐서는 알 수 없는 경우가 있다. 기간이 길면 특히 그러하다. 이럴 때 풍배도를 만들면 한눈에 바람의 경향을 알 수 있다. 토지이용을 생각할 때도 이용된다. 예컨대 악취 발생 가능성이 있는 축산장이나 공장을 새로 만들 때 풍배도를 이용해 주택가 쪽으로 바람이 불지 않는 곳에 토지를 선정할 수 있다. 풍력발전용 풍차를 세울 때, 항공기 활주로를 건설할 때도 모두 풍배도를 이용한다.